# Санкції України щодо Росії
Санкції України щодо Росії — обмежувальні заходи стосовно громадян і юридичних осіб, що є реакцією на анексію Криму Росією, агресію Росії на Донбасі та повномасштабного вторгнення Росії в Україну.
Санкції впроваджуються у координації з партнерами: США, Канади, Австралії, Нової Зеландії, Великої Британії, ЄС, Швейцарії та Японії.
Запрацював портал «Війна й санкції», який дозволяє переглянути перелік осіб, на яких уже було накладено санкції з початку повномасштабної війни РФ проти України, а також ознайомитися із кандидатами на потрапляння до санкційних списків.

## Березень 2014— серпень 2015
Санкції або обмежувальні заходи стосовно громадян і юридичних осіб РФ почали вводитись в Україні, починаючи з березня 2014 року.
Рішенням РНБО Україна припинила будь-яке військово-технічне співробітництво, а також співробітництво в воєнній сфері та сфері безпеки з Російською Федерацією. Кабінетом Міністрів України, Міністерством оборони, СБУ та розвідувальними органами України денонсовані угоди з відповідними структурами РФ та припинено співробітництво у цих сферах.
Україна припинила обслуговування ракетних комплексів, які є важливою складовою ракетних військ стратегічного призначення РФ, що вироблялись на підприємстві «Південмаш». Припинено військовий транзит та транзит товарів подвійного призначення як територією, так і повітряним простором України.
Майже в 4 рази зменшився товарообіг між Україною і РФ відносно 2013 року.
Правоохоронні органи України розпочали ряд кримінальних проваджень проти високопосадовців Росії. Станом на 10 вересня 2015 на територію України заборонено в'їзд понад 1700 громадянам Росії.
В'їзд на територію України з території РФ введено виключно по закордонних паспортах.

## Посилення санкцій з 16 вересня 2015 року
16 вересня 2015 року Україна запровадила новий тип санкцій відносно Росії. Президент України Петро Порошенко підписав указ, яким ввів у дію рішення Ради національної безпеки і оборони України щодо санкцій від 2 вересня 2015 року.
На відміну від попередніх рішень української влади, які обмежували в'їзд в країну окремих іноземних громадян, санкції стосуються майже 400 фізичних і понад 100 юридичних осіб.

### Політики, чиновники і журналісти
У переліку фізичних осіб, які потрапили під дію українських санкцій, — 388 людей. Це громадяни Росії, України, представники самопроголошених «республік» на Донбасі, а також громадяни низки європейських країн та Ізраїлю.
Санкції передбачають блокування активів, тимчасові обмеження користування належним їм майном, запобігання вивозу капіталів за межі України, а також візові обмеження.

### Юридичні особи
У переліку юридичних осіб — 105 підприємств та громадських організацій. Це більшість найбільших авіакомпаній Росії, деякі підприємства Військово-промислового комплексу Росії, кредитні організації, телекомпанії, громадські організації.
25 вересня стало відомо, що український Кабмін обмежив транзит російських авіаперевізників повітряним простором України, а окремим авіакомпаніям взагалі заборонив літати до України. В першу чергу це стосується «Аерофлот» і «Трансаеро» (як й інших авіакомпаній), що виконували рейси до окупованого Криму.

### Технічне та військове співробітництво
На початку жовтня 2015 року СБУ заблокувало участь українських фахівців в роботах з підготовки до старту ракети «Зеніт» з космодрому «Байконур», яка була закуплена Роскосмосом до введення санкцій і доставлена на місце запуску в Казахстан. Старт ракети неодноразово переносився. Інший «Зеніт», також доставлений на космодром «Байконур», запуск якого планувався на 2017 рік, також не може бути запущений без порушень без участі українських фахівців «Південмашу».

## Оновлення та розширення у травні 2017 року

### Блокування російських інтернет-сервісів
Блокування російських інтернет-сервісів в Україні розпочалось у травні 2017 року, коли наказом № 133/2017 від 15 травня 2017 року Президент України Петро Порошенко ввів у дію рішення РНБО України від 28 квітня 2017 року «Про застосування персональних спеціальних економічних та інших обмежувальних заходів (санкцій)» яким заборонив інтернет-провайдерам надавати послуги з доступу користувачам мережі інтернет до низки російських інформаційних ресурсів та порталів, зокрема, й соціальних мереж ВКонтакте і Одноклассники, сервіси «Mail.ru», «Яндекс», а також сайти антивірусних компаній «Лабораторія Касперського» та «Dr.Web».

### Заборона російських ЗМІ
Окрім блокування інтернет-сервісів, указом Порошенко Україна вводить санкції проти російських ЗМІ терміном на один рік (телеканали НТВ, «Перший канал», «РТР-Планета», «Росія-24»). Санкції на 3 роки введено проти телеканалів «ТВ Центр», «НТВ-Плюс», ВГТРК, ТНТ, «Зірка», інформагентства РБК і радіостанції «Наше радіо».

## Спроби оскарження
Верховний Суд України визнав законними санкції проти «Яндекса», незважаючи на те, що вони обмежують вільне користування, поширення та зберігання інформації, що гарантовано Конституцією України. Натомість, згідно з ч. 3 ст. 34 Конституції здійснення прав щодо збирання, зберігання, використання і поширювання інформації може бути обмежене законом в інтересах національної безпеки, територіальної цілісності або громадського порядку, тощо. Обмеження запровадженні з огляду на визнані факти агресії проти України та є необхідними в демократичному суспільстві.

## Санкції за президентства Зеленського
- 23 березня 2021 року Президент Зеленський підписав указ про введення у дію рішення Ради національної безпеки щодо запровадження санкцій проти 26 іноземців та 81 юридичної особи[10]. Відносно бізнесу санкції передбачають блокування активів та заборону на виведення капіталів з України, відносно ЗМІ — обмеження або припинення телекомунікаційних послуг[11]. Серед юридичних осіб, на яких накладено санкції, Російський державний медіахолдинг «Росія сьогодні», до якого зокрема входить агентство «РИА Новости», а також агентство ТАСС, «Газета.ру», «Лента.ру» та інші. Серед компаній розташованних в Криму — у санкційному списку є «Чорноморнафтогаз», «Кримгеологія», "Массандра та інші. Персональні санкції (які передбачають блокування активів, скасування віз та заборону на в'їзд в Україну на 3 роки) потрапили, зокрема, чиновники з МВС Росії, міністерства праці і соціального захисту, депутати Держдуми Росії, члени російської Академії наук.
- 25 березня Зеленський підписав указ, яким у дію вводяться санкції РНБО проти 19 компаній зі сфери користування надрами[12]. В РНБО пояснили, що ці санкції є «максимального рівня» та передбачають, зокрема: блокування активів, обмеження торговельних операцій, обмеження транзиту ресурсів, польотів та перевезень територією України; запобігання виведенню капіталів за межі України, зупинення виконання економічних та фінансових зобов'язань; анулювання дії спеціальних дозволів на користування надрами, заборону участі у приватизації та оренді державного майна; заборону здійснення публічних та оборонних закупівель товарів, робіт і послуг у цих компаній; заборону вчинення правочинів щодо цінних паперів, емітентами яких є особи, до яких застосовано санкції[13].
- 6 липня 2023 року було опубліковано нове Розпорядження НЦУ № 461/1292 про блокування доменних імен, згідно з яким постачальники електронних комунікаційних послуг мають здійснити блокування доменного імені lv24.top і разом із ним — піддоменів на рекурсивних DNS-серверах.[14][15]
- Станом на червень 2023 рік до санкційних переліків Ради національної безпеки та оборони України було включено 8919 фізичних осіб та 5755 компаній. При цьому, значна частина підсанкційних громадян та підприємств додалася вже в поточному році — 2495 та 2991 відповідно. Більше половини фізичних осіб, які наразі обліковуються у цих списках, мають громадянство Росії — таких нараховується 5364 осіб. Друге місце у цьому рейтингу посідають громадяни нашої держави — під санкціями наразі знаходяться 1614 носіїв українського паспорту. Зі значним відривом від них відстають громадяни Білорусі — 73 людини. Серед компаній, потрапивших під санкції РНБО, переважна більшість — бізнес з РФ (4650 справ). У санкційному переліку також виявилося чимало українських бізнесів — 507. Замикає топ-3 бізнес з «пропискою» на Кіпрі — таких справ нарахувалося 178.[16]